# ウトペネッツ

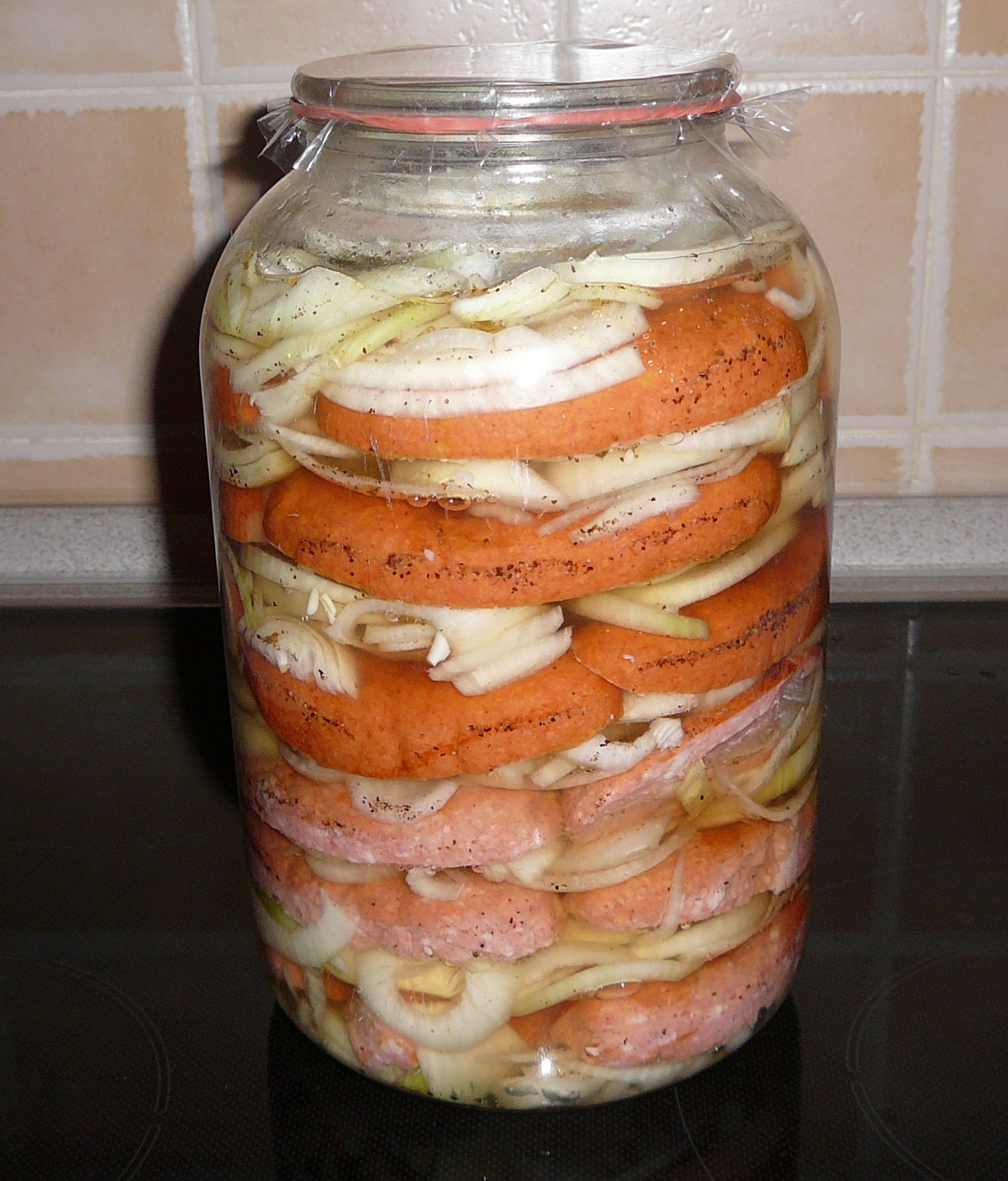
自家製のウトペネッツ

ウトペネッツ、ウトペネツ（チェコ語: Utopenec）はチェコ料理。ビールの肴として定番の料理である。
ソーセージと野菜を白ワインビネガーに漬けた料理である。
ウトペネッツには「水死体」の意味がある。